# De jantjes
Pour plus de détails, voir Fiche technique et Distribution.
De jantjes est un film muet néerlandais réalisé par Maurits Binger et B. E. Doxat-Pratt, sorti en 1922. Ce film est l'adaptation d'une pièce de théâtre écrite par Herman Bouber.

## Synopsis
Dries, Toon en Schele Manus, militaires du rang (sans grade), de retour dans le quartier amstellodamois du Jordaan après avoir voyagé aux Indes orientales, se rendent compte que leurs petites amies ne leur ont pas été fidèles...

## Fiche technique
- Titre : De jantjes
- Titre anglais : The Bluejackets
- Réalisation : Maurits Binger et B. E. Doxat-Pratt
- Scénario : Maurits Binger d'après la pièce de théâtre de Herman Bouber
- Directeur de la photographie : Feiko Boersma, H.W. Metman, Jan Smit
- Pays d'origine :  Pays-Bas et  Royaume-Uni
- Société de production : Hollandia
- Longueur : 1 766 mètres, 85 minutes[1]
- Format : Noir et blanc - 1,33:1 - Muet
- Dates de sortie : 
  -  Pays-Bas : 17 mars 1922

## Distribution
- Beppie De Vries
- Maurits de Vries
- Johan Elsensohn
- Louis Davids
- Piet Urban
- Adrienne Solser
- André van Dijk
- Paula de Waart
- Beppie Murray
- Hans Bruning
- Greta Meyer
- Chris Laurentius
- Riek Kloppenburg
- Ka Bos
- Matthieu van Eysden
- Aagie Blanket

## Sources de la traduction
- (nl) Cet article est partiellement ou en totalité issu de l’article de Wikipédia en néerlandais intitulé « De Jantjes (1922) » (voir la liste des auteurs).